# روجر بيرنبوم
روجر بيرنبوم (بالإنجليزية: Roger Birnbaum)‏ هو منتج أفلام أمريكي، ولد في 14 نوفمبر 1950 في تينيك (نيوجيرسي) في الولايات المتحدة.

## وصلات خارجية
- روجر بيرنبوم على موقع IMDb (الإنجليزية)
- روجر بيرنبوم على موقع أول موفي (الإنجليزية)
- روجر بيرنبوم على موقع بوكس أوفيس موجو (الإنجليزية)
- روجر بيرنبوم على موقع قاعدة بيانات الفيلم (الإنجليزية)